# Dolichopus remipes
Dolichopus remipes är en tvåvingeart som beskrevs av Johan August Wahlberg 1839. Dolichopus remipes ingår i släktet Dolichopus och familjen styltflugor. Arten är reproducerande i Sverige. Inga underarter finns listade i Catalogue of Life.